# Класна стая
Класната стая е голямо помещение, стая, в която се извършват дейности, свързани с преподаването и образованието. Класните стаи могат да се намират както в начално начални училища, така и в гимназии и университети, а понякога и в учреждения и сгради, принадлежащи на религиозни или хуманитарни организации.
Класните стаи имат специално оборудване. В миналото учениците са използвали специални чинове, но днес те постепенно са заменени с маси и столове, които могат да заемат различни конфигурации. Съвременните класни стаи са снабдени с компютри, прожектори, книги, карти, плакати, и интерактивни табла. Някои училища все още ползват черната дъска, на която се пише с тебешир, но повечето са заменени с бели дъски, на които се пише с маркери. В класните стаи, в които се преподават физика, химия и биология, са превърнати в лаборатории и имат специално научно оборудване.